# 具黄曲霉
具黄曲霉（学名：Aspergillus aureolatus）是属于散囊菌目发菌科曲霉属的一种真菌，可生长在棉纱、贮煤油罐、空气等基物上。该种分布于中国、南斯拉夫等地。